# العنف الأسري فى الصين
يتضمن العنف الأسري في الصين العنف أو الأعتداء من شريك حميم أو أفراد الأسرة ضد بعضهم البعض. عنف الشريك الحميم أو كما يشار إليه بالإنجليزية (IPV)هو أكثر أنواع العنف المنزلي شيوعا في الصين
وجدت المجلة الأمريكية للصحة العامة في عام 2005 تقريرا يوضح أن امرأة واحدة من كل خمسة نساء صينيات تعرضت للعنف الجسدي من شريكها على مدار العام الماضي. على الرغم من اعتراف دولة الصين أن العنف المنزلي كان مشكلة في الثلاثينات لكنه أصبح ملحوظا فقط في العقود الأخيرة نتيجة للتغيرات الاقتصادية والاجتماعية في 1980.
تعريف العنف المنزلي قانونيا وطبقا للمادة الثانية في مشروع قانون العنف الأسري لعام 2015 " الإيذاء الجسدي والنفسي أو أي إيذاء اخر يتعرض له أحد أعضاء الأسرة بما في ذلك حالات الضرب والجرح وحدود التأديب أو الإكراه المفروضة على الحرية الجسدية وكذلك الإهانات المتكررة والتهديدات اللفظية على الرغم من اقتصار التعريف على أفراد الأسرة، يمكن للعنف الأسري أيضا ان يكون بين شريكين غير متزوجين أو حالات ال(LGBT) وهي المثليين أو مزدوجي الجنس أو المتحولين جنسيا.

## خلفية الموضوع

### علاقات الأسرة التقليدية
اتبعت الأسرة الصينية على مدار التاريخ هيكل هرمي حيث كان للزوج السلطة على أغلب القرارات المتعلقة بالأسرة فكان للحكم الأبوي جذور في المدرسة الكونفوشية والتي تأسس قواعد السلوك للمرأة وبالطبع تصنفها تحت الزوج وخاصة الطاعات الثلاث والفضائل الأربعة التي تحث الزوجة على طاعة الأب والزوج والابن في حين المحافظة على حياة محافظة وأخلاقية. بالرغم من ان كانت تناصر الكنفوشوية الانسجام الاجتماعي والسلام، كان ضرب الزوجة طريقة مناسبة لتأديبها حيث كان المنزل هو من اختصاص الرجل وأي عنف يرتكبه ضد زوجته هو بمثابة شيء شخصي وبالتالي يتم التغاضي عنه.
و نتيجة للهيكل الهرمي كان الزوج هو عائل الأسرة بينما الزوجة هي من ترعى المنزل- وكانت تلك العلاقة ظاهرة على اللغة الصينية فكانت واحدة من صفات المرأة (婦女, funu) وهي تخلق صورة لمرأة تقوم بالتنظيف بالمكنسة ودورها فقط تناسلي.  لطالما كانت المرأة معتمدة على زوجها وبالتالي غير قادرة على الاحتجاج أو المغادرة عند ضربها وعلاوة على ذلك الاعتراض على الزوج لم يعكر فقط الانسجام الاجتماعي للعائلة ولكنه أيضا يوضح انعدام الطاعة والاحتشام -فإذا تركت الزوجة زوجها قد تجلب العار إلى العائلة وتصبح موضع احتقار في أعين المجتمع.

#### التاريخ الحديث
في بداية القرن العشرين كان لا يزال ضرب الزوجة مقبولا ومعتادا للتأكيد على السلطة الذكورية. بالرغم من وجود منظمات مثل الفيدرالية الوطنية لنساء الصين والتي أسسها الحزب الشيوعي الصيني ، لم تبذل تلك المؤسسات التي أنشأتها الدولة جهودا كبيرة تجاه قضايا العنف المنزلي في منتصف القرن العشرين.
وبعد فترة الثمانينات توالت عدة عوامل ومنها الحضور الدولي المتزايد للصين وتحسين الأوضاع الأكاديمية وفرص التوظيف للنساء والمناخ السياسى الأكثر انفتاحا والذي أدى إلى تعزيز الجهود في مواجهة العنف المنزلي خاصة ضد النساء. وعامل أخر من العوامل التي أدت إلى تلك التغيرات الجذرية في الصين هو تدخل الصين في العديد من مؤتمرات الأمم المتحدة التي سلطت الضوء على قضايا النساء والأسرة في التسعينات. اتاح المؤتمر العالمي الرابع للمرآة: العمل من أجل المساواة والتنمية والسلام الذي استضافته الصين عام 1995 فرصة للناشطين الصينيين للتواصل مع عدد من المنظمات الدولية المعنية بالمرأة ومناقشة قضايا العنف المنزلي. في تلك الفترة تم تأسيس قاعدة شعبية من المؤسسات النسوية مثل معهد البحوث للمرأة وتلك المؤسسات اقتحمت مجال كانت تحتله فقط الفيدرالية الوطنية لنساء الصين (ACWF).
بزيادة الوعي العام بقضايا العنف المنزلي ظهرت بعض الدراسات الأولية حول تلك القضايا. أفادت الدراسات التي أجرتها بعض المؤسسات مثل الفيدرالية الوطنية لنساء الصين ومعهد السكان وعلم الاقتصاد بالأكاديمية الصينية للعلوم الاجتماعية وغيرهم أن النسب من  1,6%  إلى ربع النساء تقريبا يتعرضن للضرب من أزواجهن. ولم تتوفر أية دراسات لتقارن تلك النسب بنسب ما قبل الثمانينات فكان من الصعب عمل تقييم نوعي على النتائج المتغيرة ومع ذلك  كان الباحثون متشككين ان تلك النسب هي تصوير صحيح  لدرجة العنف المنزلي في الصين.

## القانون
ذُكر العنف المنزلي للمرة الأولى عام 1955 في البرنامج الوطني الصيني لتنمية المرأة والذي نادى بمنع العنف المنزلى ووضعه في قائمة الأولويات. وبالرغم من كونها المرة الأولى التي يذكر فيها العنف المنزلى على نحو صريح إلا أنه تم تجريمه ضمنيا في الكثير من المستندات القانونية. يشمل كل من دستور جمهورية الصين الشعبية والمبادئ العامة للقانون المدني بالصين وقانون الزواج لعام1980 وقانون حماية حقوق ومصالح المرأة أحكاما تجرم الاعتداء على المرأة وأفراد الأسرة بشكل عام. ورغم إن العنف المنزلى كان غير مشروع ضمنيا ثم رسميا، ففي الواقع لم تكن هناك أليات تلجأ إليها المرأة الواقع عليها الضرر من أجل الحصول على التعويضات القانونية في القرن العشرين.

### تعديل قانون الزواج 2001
ظهر الشكل الأول للدفاع القانوني عن ضحايا العنف المنزلي في تعديل قانون الزواج الثاني عام 2001 وتم تعريفة طبقا للمحكمة الشعبية العليا على أنه «سلوك تجاه أفراد الأسرة ينتج عنه إصابات جسدية أو نفسية متتالية عن طريق الضرب أو الربط أو تقييد الحريات أو أي طرق أخرى». يضم التعديل ثلاثة تغييرات هامة:
- المادة 32 (3) (2) تنص على أنه إذا فشل التوسط بين الأطراف يسمع بالطلاق في حال وجود أدله على العنف المنزلي أو سوء المعاملة أو تخلي رب الأسرة عنها.
- المادة 43 تنادي بتدخل لجنة حي السكن ولجنة إدارة القرية في حالات العنف النزلي لاتخاذ الإجراءات اللازمة لإيقاف العنف وفرض عقوبات إدارية على المعتدي.
- المادة 46(3) و(4) منح ضحية العنف الأسري الحق المطالبة بتعويض.[18]

أكد قانون حق حماية المرأة المُعدل 2005 على الخطوات المأخوذة في تعديل قانون الزواج خاصة وأن تعديلات قانون حق حماية المرأة اشتملت على تصريح واضح في المادة (46) بأن العنف الأسري ضد المرأة هو فعلا مُحرم.

#### قانون العنف الأسري 2015
صاغ المشرعون الصينيون أول قانون للعنف الأسري في الصين وقام البرلمان بتمرير القانون في يوليو 2015 و تم تنفيذه في الأول من المارس2016. يؤكد القانون على التطورات التي استحدثت في القانون السابق والتي تقدم بعض الأحكام الجديدة:
- المادة 6 تؤكد على الحاجة لزيادة الترويج وتوعية الناس بالقضية عن طريق التعليم بالمدارس ووسائل الإعلام.
- المادة 19 تنادي المنظمات المعنية بالمساعدة القانونية لتقوم بتوفير الدعم القانون لضحايا العنف الأسري وتنادي المحاكم بتأجيل وتقليل والتنازل عن رسوم  الدعاوي القضائية لضحايا العنف المنزلي وفقا للقانون.
- المادة 21 تمكن المحاكم من سحب الوصاية وتعيين واصي أخر في حالة الأعتداء على الأطفال مع مطالبة المعتدي بالاستمرار بتقديم الدعم المادي.
- المادة 23 تسمح للضحية أن تقدم على طلب أمر حماية.
- المادة 37 توسع نطاق القانون ليشمل العنف الأسري ما بين أفراد الأسر المختلفة.[4]

## وقائع
بينما يعد العنف ضد المرأة هو أكثر أشكال العنف الأسري شيوعا ولكنه ليسه الشكل الوحيد، فيشمل العنف المنزلي العنف ضد أي فرد من نفس العائلة سواء كان القائم بالاعتداء أحد الأقارب أو الشريك. أجرت الفيدرالية الوطنية لنساء الصين استفتاء في عام 2004 واستنتجت أن 16% من العائلات واجهت اعتداء الرجل على المرأة بينما 30% من العائلات واجهوا العنف الأسري بشكل عام.

### الأطفال
أما بالنسبة للأطفال فيعد العنف الأسري قضية متناهية الصغر نتيجة للخلط ما بين مفهوم تأديب الطفل وسوء معاملته على الرغم من شيوع  مفهوم أن الضرب يعكس مدى الاهتمام بالطفل والتوبيخ يوضح مدى المحبة ولا يزال ذلك المفهوم ثابت لدى بعض الأسر. أثبتت دراسة أجريت في هونج كونج على القاصرين في مايو 1998 أن نسبة 52,9% من الأسر الصينية تعرضت لأمثلة من العنف ضد القاصرين (برمي الأشياء أو الدفع أو الصفع) ونسبة 46,1 % من الأسر الصينية تعرضت لأمثلة حادة من العنف مثل(الركل واللكم والتهديد أو الضرب بأسلحة). وكانت نتائج الاستفتاء الذي قامت به جمعية القانون بالصين عام 2001 أن 71,9 % من ال3543 شخص الذي جاوبوا على الاستفتاء تعرضوا للضرب من أبويهم في صغرهم.
أشارت دراسة هونج كونج أيضا إلى أن الأطفال من عمر 3 إلى 6 سنوات أكثر عرضة للاعتداء والأولاد أكثر عرضة للاعتداء القاسي من البنات وتزداد احتمالية العنف الجسدي إذا كان الطفل لا يملك إخوة آخرون. تلك الاتجاهات تعكس بشدة العلاقة المتداخلة بين الاعتداء أو العنف والتأديب والتهذيب لدى الأسر الصينية فالآباء يرون الأبناء والأطفال الوحيدين مستقبل المنزل فبالتالي يصبحون أكثر صرامة في تربيتهم. وبالرغم من انتشار ذلك الاتجاه إلا ان القانون الصينى يتهاون مع العنف الأسري ضد الأطفال. في عام 1998 شكلت حالات سوء معاملة الأطفال 0,29% من القضايا المطروحة على المحكمة الشعبية العليا ببكين.

#### الفروق الجنسانية
استنتج استبيان تخطيط الأسرة الدولى لعام 2004 وجود عنف متبادل فتعرضت نسبة 34% من النساء للعنف الأسري وتعرض 18% من الرجال للعنف الأسري من زوجاتهم بالإضافة إلى 12% من النساء و5% من الرجال الذين تعرضوا لأشكال قاسية وحادة من العنف الأسري. اشارت دراسة أجريت عام 2008 عن العنف الأسري بين الأفراد أن 19,7% من النساء تعرضن للعنف من أزواجهن في وقت ما و 16,8% من النساء تعرضن له في مرات سابقة وعلى نحو مماثل تعرضت تقريبا 10% من النساء لعنف جنسي في الأعوام الماضية. وهناك أيضا احتمالية كبيرة باعتراف الرجل بمعاناة الزوجة في علاقتهم وذلك يشهد على قلة الإبلاغ بشكل عام عن أعمال العنف ضد المرأة. ازداد العنف الأسري مع زيادة الغيرة بين الأزواج فيزداد عنف الرجل تجاه المرأة بزيادة غيرة المرأة ويزداد الضرب المتبادل بزيادة غيرة الرجل.

##### الاختلافات حسب المنطقة
بالمقارنة لل15% من النساء اللاتي يعشن في المناطق الحضرية، فأن 28,3% من نساء المناطق الريفية تعرضوا للاعتداء من شريكهن وعلاوة على ذلك كانت احتمالية التعرض للاعتداء أكبر على الأصغر سن في المناطق الحضارية أما النساء من أعمار أكبر فكانوا أكثر عرضة للأعتداء في المناطق الريفية. وُجد أن العنف الأسري أكثر حدوثا في المناطق المركزية والشمال أكثر من الجنوب بنسب 22% و14% و11% بالتوالي. أما عنف المرأة ضد الرجل فكان شائعا في الشمال أكثر من المناطق الأخرى.